# Diócesis de Essen
La diócesis de Essen (en latín: Dioecesis Essendiensis y en alemán: Bistum Essen) es una circunscripción eclesiástica de la Iglesia católica en Alemania. Se trata de una diócesis latina, sufragánea de la arquidiócesis de Colonia. Desde el 28 de octubre de 2009 su obispo es Franz-Josef Overbeck.

## Territorio y organización

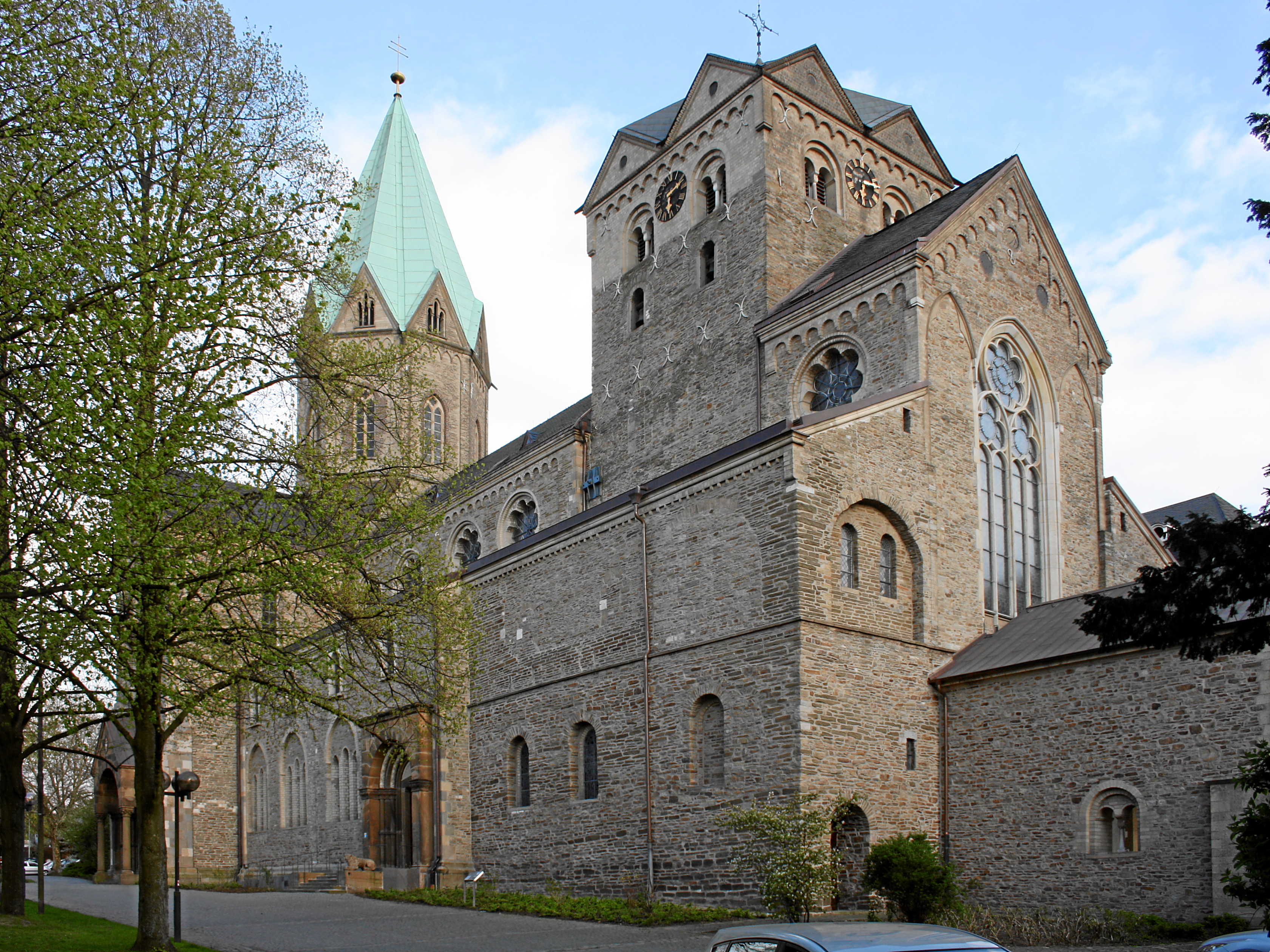
Basílica menor de San Ludgero, en la abadía de Werden, en Essen

La diócesis tiene 1890 km² y extiende su jurisdicción sobre los fieles católicos de rito latino residentes en la región del Ruhr del estado de Renania del Norte-Westfalia.

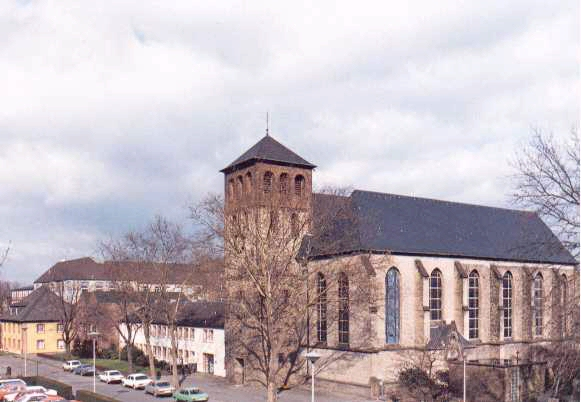
Abadía premostratense de Hamborn

La sede de la diócesis se encuentra en la ciudad de Essen, en donde se halla la Catedral de San Cosme y San Damián. En el barrio de Werden en Essen se encuentra la basílica menor de San Ludgero.

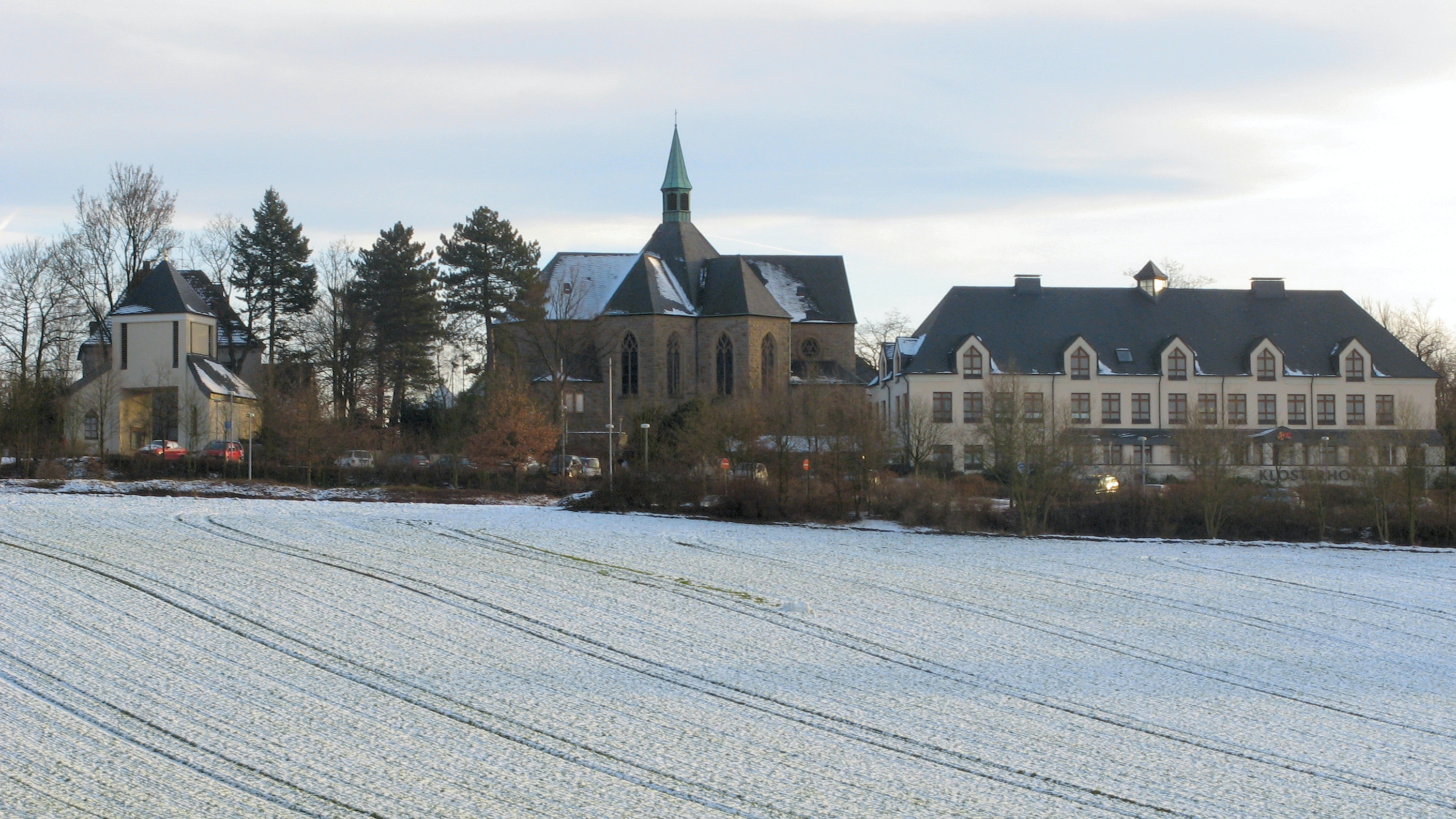
Abadía cisterciense de Bochum

En 2023 en la diócesis existían 40 parroquias agrupadas en 8 decanatos urbanos y 2 decanatos rurales: Bochum-Wattenscheid, Bottrop, Duisburg, Essen, Gelsenkirchen, Gladbeck, Mülheim an der Ruhr, Oberhausen, Altena-Lüdenscheid y Hattingen-Schwelm.

## Historia
La diócesis fue erigida el 23 de febrero de 1957 mediante la bula Germanicae gentis del papa Pío XII, obteniendo el territorio de las arquidiócesis de Colonia y Paderborn y de la diócesis de Münster. La erección de la diócesis siguió al acuerdo estipulado entre la Santa Sede y Renania del Norte-Westfalia del 19 de diciembre de 1956.
El 8 de julio de 1959, mediante la carta apostólica Essendiae in urbe, el papa Juan XXIII proclamó a la Santísima Virgen María, venerada con el título de Madre del Buen Consejo y Virgen Dorada, patrona principal de la diócesis.
El 25 de octubre de 1959 se instituyó el cabildo de canónigos de la catedral mediante la bula Solet apostolica del papa Juan XXIII.
La diócesis sufrió ligeras variaciones territoriales en 1960 (mediante el decreto Ad satius de la Sagrada Congregación Consistorial) y 2007, con la anexión de dos parroquias cedidas por parte de las arquidiócesis de Colonia y Paderborn (mediante el decreto Quo aptius de la Congregación para los Obispos.

## Estadísticas
Según el Anuario Pontificio 2024 la diócesis tenía a fines de 2023 un total de 778 890 fieles bautizados.
| Año                                                                             | Población            | Población | Población      | Sacerdotes | Sacerdotes    | Sacerdotes    | Bautizados por sacerdote | Diáconos permanentes | Religiosos | Religiosos | Parroquias |
| Año                                                                             | Bautizados católicos | Total     | % de católicos | Total      | Clero secular | Clero regular | Bautizados por sacerdote | Diáconos permanentes | Varones    | Mujeres    | Parroquias |
| ------------------------------------------------------------------------------- | -------------------- | --------- | -------------- | ---------- | ------------- | ------------- | ------------------------ | -------------------- | ---------- | ---------- | ---------- |
| 1970                                                                            | 1 335 303            | 3 030 071 | 44.1           | 991        | 818           | 173           | 1347                     |                      | 204        | 2203       | 232        |
| 1980                                                                            | 1 244 808            | 2 813 156 | 44.2           | 988        | 781           | 207           | 1259                     | 29                   | 247        | 1489       | 348        |
| 1990                                                                            | 1 154 526            | 2 750 500 | 42.0           | 824        | 656           | 168           | 1401                     | 64                   | 197        | 964        | 347        |
| 1999                                                                            | 1 038 809            | 2 700 666 | 38.5           | 688        | 548           | 140           | 1509                     | 75                   | 164        | 623        | 344        |
| 2000                                                                            | 1 023 088            | 2 686 831 | 38.1           | 666        | 533           | 133           | 1536                     | 74                   | 155        | 578        | 341        |
| 2001                                                                            | 1 006 394            | 2 672 963 | 37.7           | 654        | 523           | 131           | 1538                     | 74                   | 148        | 489        | 333        |
| 2002                                                                            | 988 433              | 2 659 652 | 37.2           | 647        | 515           | 132           | 1527                     | 74                   | 149        | 548        | 321        |
| 2003                                                                            | 970 438              | 2 646 480 | 36.7           | 637        | 506           | 131           | 1523                     | 75                   | 150        | 529        | 307        |
| 2006                                                                            | 930 653              | 2 615 873 | 35.6           | 597        | 473           | 124           | 1558                     | 79                   | 139        | 453        | 281        |
| 2013                                                                            | 844 188              | 2 525 313 | 33.4           | 506        | 404           | 102           | 1668                     | 77                   | 118        | 387        | 143        |
| 2016                                                                            | 817 600              | 2 485 839 | 32.9           | 445        | 362           | 83            | 1837                     | 80                   | 107        | 303        | 42         |
| 2019                                                                            | 775 280              | 2 535 215 | 30.6           | 410        | 328           | 82            | 1890                     | 79                   | 94         | 301        | 42         |
| 2021                                                                            | 778 470              | 2 545 540 | 30.6           | 381        | 300           | 81            | 2043                     | 67                   | 92         | 238        | 42         |
| 2023                                                                            | 778 890              | 2 546 890 | 30.6           | 356        | 273           | 83            | 2187                     | 69                   | 92         | 230        | 40         |
| Fuente: Catholic-Hierarchy, que a su vez toma los datos del Anuario Pontificio. |                      |           |                |            |               |               |                          |                      |            |            |            |

## Episcopologio

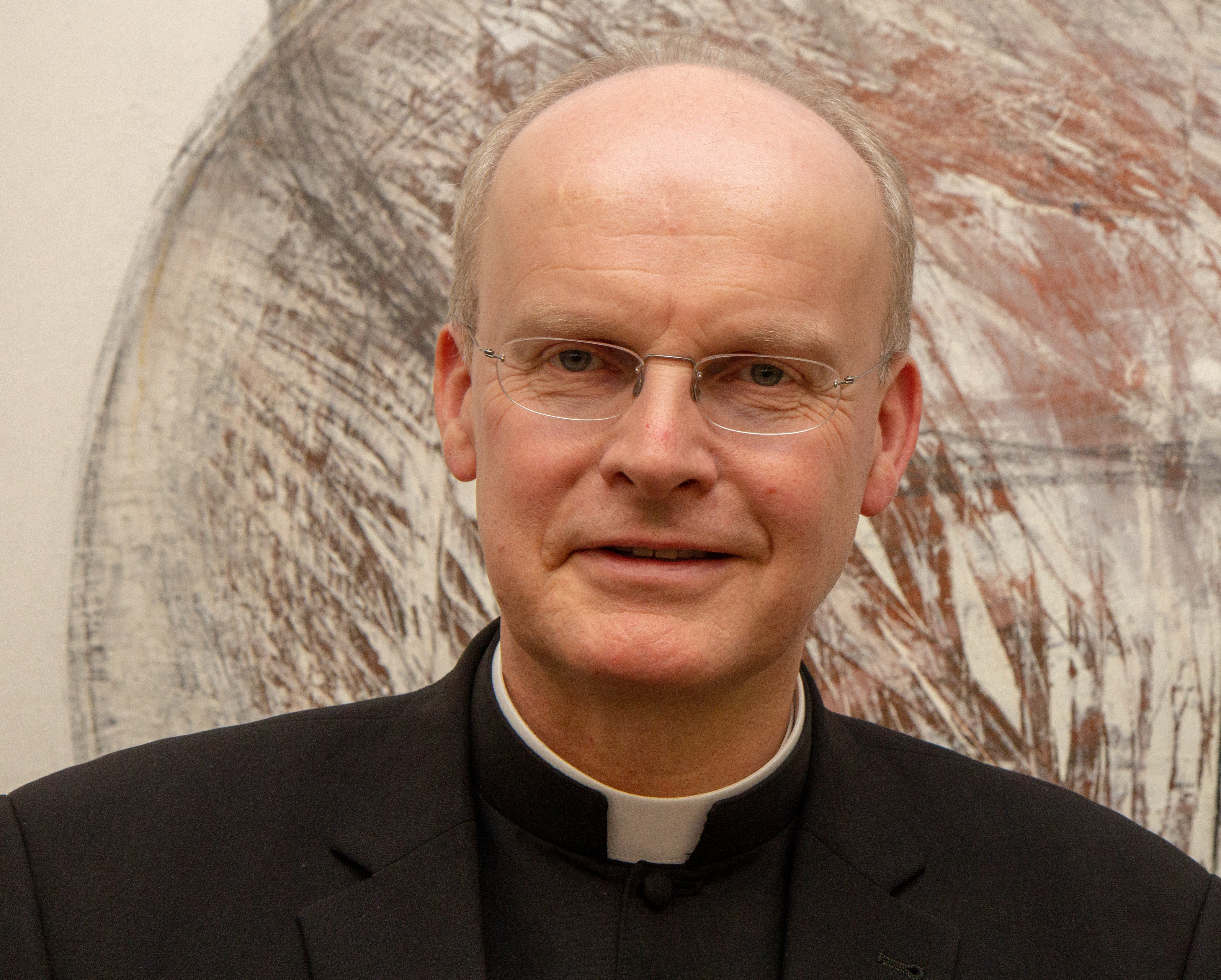
Franz-Josef Overbeck, obispo de Essen desde 2009

- Franz Hengsbach † (18 de noviembre de 1957-21 de febrero de 1991 retirado)
- Hubert Luthe † (18 de diciembre de 1991-22 de mayo de 2002 retirado)
- Felix Genn (4 de abril de 2003-19 de diciembre de 2008 nombrado obispo de Münster)
- Franz-Josef Overbeck, desde el 28 de octubre de 2009